# Пушкина, Тамара Анатольевна
Тама́ра Анато́льевна Пу́шкина (16 апреля 1945, Москва — 29 сентября 2020, там же) — советский и российский археолог, историк-медиевист, специалист в области славяно-русской и скандинавской археологии. Кандидат исторических наук (1974), доцент кафедры археологии исторического факультета Московского государственного университета имени М. В. Ломоносова, многолетний руководитель Смоленской археологической экспедиции МГУ.

## Биография
Родилась 16 апреля 1945 года в Москве. Отец — военный лётчик, Герой Советского Союза Анатолий Иванович Пушкин.
По окончании школы выбрала специальность археолога и поступила на исторический факультет МГУ. Первоначально планировала заниматься Мезоамерикой. На кафедре под влиянием научного руководителя Д. А. Авдусина выбрала тему «археология Древней Руси и сопредельных территорий». В 1970 году окончила кафедру археологии и поступила в аспирантуру исторического факультета МГУ. В 1974 году защитила кандидатскую диссертацию «Гнездовское поселение в истории Смоленского Поднепровья (IX—XI вв.)».
С 1975 по 1980 годы работала в Государственном историческом музее на должностях младшего, старшего научного сотрудника, учёного секретаря, в 1978—1980 годах — исполняющего обязанности заведующего отделом археологических памятников.
В 1980 году по приглашению Авдусина вернулась на кафедру археологии МГУ в должность младшего научного сотрудника. На кафедру археологии Пушкина работала последующие 40 лет, до конца жизни. В 2006 году была удостоена учёного звания доцента по специальности. Благодаря своему масштабному полевому опыту Пушкина в течение многих лет представляла кафедру археологии исторического факультета МГУ в Отделе полевых исследований Института археологии РАН.
В 2020 году госпитализирована с ковидом в больницу в Коммунарке с поражением лёгких, находилась на ИВЛ. Умерла 29 сентября 2020 года.
Сестра — Маргарита Анатольевна Пушкина, советская и российская поэтесса, журналистка, переводчица и издательница.

## Научная деятельность
Главным направлением научной деятельности Пушкиной было исследование Гнёздовского археологического комплекса. Также сфера её научных интересов включала славяно-русскую археологию в целом, проблемы возникновения и развития древнерусского города, археологию Северной Европы эпохи викингов, культурно-исторические связи Руси и Скандинавии в период становления государственности, первоначальные этапы христианизации Руси, формирование древнерусской культуры. По данной тематике Пушкиной было опубликовано 125 статей.
В течение 45 лет Пушкина принимала участие в работах Смоленской археологической экспедиции, одной из старейших экспедиций кафедры археологии исторического факультета МГУ. С 1966 года — постоянный участник. В 1993 году основатель и руководитель экспедиции Авдусин передал Пушкиной руководство. С 1995 года под руководством Пушкиной в исследованиях Гнёздовских курганов и поселения принимало участие несколько поколений студентов исторического факультета МГУ во время учебно-производственной летней археологической практики (в рамках курса «Введение в археологию»).
В разные годы Пушкина принимала участие в работах Поволжской, Донской и Степной Скифской археологических экспедиций МГУ, Хорезмской экспедиции РАН и совместной норвежско-российской экспедиции.
Автор 131 статьи, 3 книг в соавторстве, член редколлегий шести сборников.

## Преподавательская деятельность
Пушкина была также университетским педагогом. С 1994 года для студентов первого курса читала часть лекций общего курса «Основы археологии». Также для студентов первого курса она вела занятия в Археологическом кружке, на курсе «Введение в археологию». Для студентов-археологов четвёртого курса читала лекции в рамках специальной дисциплины «Славяно-русская археология». Также вела специальные курсы «Древнерусские курганы», «Русско-скандинавские связи по археологическим данным», «Археология Скандинавии». Пушкина руководила популярным в научных и студенческих кругах научно-практическим Смоленским семинаром по проблемам археологии домонгольской Руси и сопредельных территорий, основанным Авдусиным. Один из авторов университетского учебника «Археология» под редакцией академика В. Л. Янина.
Подготовила пять кандидатов наук.

## Публикации
Книги в соавторстве
- Археология. Учебник для студентов высших учебных заведений / Под редакцией В. Л. Янина. — М. : Издательство Московского университета, 2006. — 608 с. ISBN 5-211-06038-5
  - 2-е издание, исправленное и дополненное / Под редакцией В. Л. Янина. М. : Издательство Московского университета, 2012. — 608 с. ISBN 978-5-211-06163-7
- Гнёздовский археологический комплекс. — Смоленск : Свиток, 2006. — 32 с.

Некоторые статьи в сборниках
- Авдусин Д. А., Асташова Н. И., Пушкина Т. А. Смоленская экспедиция // Археологические открытия 1971 года. — М., 1972. — С. 100—101.
- Мельникова Е. А., Петрухин В. Я., Пушкина Т. А. Культурно-исторические взаимосвязи Восточной Европы и Скандинавии в раннем средневековье // IX Всесоюзная конференция по изучению истории, экономики, языка и литературы скандинавских стран и Финляндии. Тезисы. — Тарту, 1982. — Т. 1. — С. 148—151.
- Находки с Городища близ Новгорода // Скандинавский сборник. — Тарту, 1988. — Т. 31. — С. 96—103.
- Скандинавские находки из окрестностей Мурома // Проблемы изучения древнерусской культуры. — М., 1988. — С. 162—169.
- Gnezdovo-boplassen: En boplass fra vikingtiden ved Øvre Dnepr // Gunneria, серия SENTRUM — PERIFERI Sentra ogsentrumsdannelser gjnnom Forhistorisk og historisk tid. Trondheim, 1991. Т. 64. С. 359—366.
- Scandinavian finds from old Russia. A survey of their topography and chronology (Скандинавские находки на территории Древней Руси: обзор топографии и хронологии) // The rural Viking in Russia and Sweden. Örebro, 1997. с. 83—92.
- Петрухин В. Я., Пушкина Т. А. Ранние этапы христианизации Древней Руси (Old Russia: the Earliest Stages of Christianization) // Rom und Byzanz im Norden. Mainz, 1998. Т. 2. С. 245—258.
- Об одной группе скандинавских фибул на территории Древней Руси // Древности Пскова. Археология, история, архитектура. — Псков, 1999. с. 81—84.
- Трилистные скандинавские фибулы на территории Восточной Европы // Труды Государственного исторического музея. — Серия Археологический сборник. — М., 1999. — Т. 111. — С. 35—42.
- Петрухин В. Я., Пушкина Т. А. Новые данные о процессе христианизации Древнерусского государства // ARCHEOLOGIA ABRAHAMICA. Исследования в области археологии и художественной традиции иудаизма, христианства и ислама. — М. : Индрик, 2009. — С. 157—168.
- Подвески-амулеты с изображением Одина // Висы дружбы. Сборник статей в честь Т. Н. Джаксон. — М., 2011. — С. 368—372.
- Eniosova Natalia, Tamara Pushkina. Finds of Byzantine origin from the early urban centre Gnezdovo in the light of the contacts between Rus’ and Constantinople (10th-early 11th centuries AD) // From Goths to Varangians. Communication and cultural exchange between the Baltic and the Black sea // From Goths to Varangians. Communication and cultural exchange between the Baltic and the Black sea. Серия Black Sea studies. Aarchus : University Press Aarchus, 2013  Vol. 15. P. 213—257.
- «Мерянские древности» в гнёздовской коллекции // Славяне и иные языци. — Серия Труды Государственного Исторического музея. — М. : Можайский полиграфический комбинат, 2014. — Т. 198. — С. 152—158.
- Леонтьев А. Е., Пушкина Т. А. Ростовские находки скандинавских вещей // Культурний шар. Статті на пошану Гліба Юрійовича Івакіна. Киев : Laurus, 2017. С. 299—306.
- Несколько слов к вопросу о взаимодействии Востока на Скандинавию и Русь в раннем средневековье // Хазарский альманах. — М. : Индрик, 2020. — Т. 17. — С. 228—242.

Некоторые статьи в журналах
- О проникновении украшений скандинавского происхождения на территорию Древней Руси // Вестник Московского университета. — Серия 8 : История. М. : Издательство Московского университета,  1972. — № 1. — С. 92—94.
- Петрухин В. Я., Пушкина Т. А. К предыстории древнерусского города // История СССР. — 1979. — № 4. — С. 100—111.
- Скандинавские вещи из Гнездовского поселения // Советская археология. — 1981. — № 3. — С. 285—291.
- Мельникова Е. А., Петрухин В. Я., Пушкина Т. А. Древнерусские влияния в культуре Скандинавии раннего средневековья (к постановке проблемы) // История СССР. — 1984. — № 3. — С. 50—65.
- Avdusin D. A., Pushkina T. A. Three chamber-graves from Gniozdovo (Три погребальные камеры из Гнёздова) // Fornvännen. 1988. Т. 83. С. 20—33.
- Orfinskaya O., Pushkina T. 10th century AD textiles from female burial Ц-301 at Gnëzdovo, Russia // Archaeological Textiles Newsletter. Stichting Textile Research Centre (Norway), 2011. № 53. С. 35—51.
- Волков И. В., Пушкина Т. А., Стукалова Т. Ю. Монеты XIII—XVII вв. из раскопок Гнёздовского археологического комплекса // Нумизматические чтения Государственного исторического музея 2014 года. Материалы докладов и сообщений. — 2014. — С. 41—44.
- Population genomics of the Viking world (в соавторстве) // Nature. Nature Publishing Group (United Kingdom). 2020. Vol. 585. № 7825, P. 390—396.
- Diverse variola virus (smallpox) strains were widespread in northern Europe in the Viking Age (в соавторстве) // Science. American Association for the Advancement of Science (United States). 2020. Vol. 369. № 6502. P. 391—396.

Статьи в энциклопедиях
- Гнёздово : [арх. 19 октября 2022] / Пушкина Т. А. // Гермафродит — Григорьев [Электронный ресурс]. — 2007. — С. 271. — (Большая российская энциклопедия : [в 35 т.] / гл. ред. Ю. С. Осипов ; 2004—2017, т. 7). — ISBN 978-5-85270-337-8.
- Пушкина Т. А. Гнёздово // Православная энциклопедия. — М., 2006. — Т. XI : Георгий — Гомар. — С. 627. — 39 000 экз. — ISBN 5-89572-017-X.